# Battaglia di Hexham
La battaglia di Hexham del 15 maggio 1464 marca la fine della significativa resistenza lancasteriana nel nord dell'Inghilterra durante la Guerra delle Due Rose nel regno di Edoardo IV.

## La battaglia
Dopo la sconfitta lancasteriana di Hedgeley Moor gli eserciti si incontrarono fuori Hexham il 14 maggio. I dettagli del luogo della battaglia, la composizione e il numero dei combattenti e degli eventi sono imprecisi, ma si pensa che la battaglia sia stata relativamente cruenta.
L'accampamento dei Lancaster era vicino al Linnels Bridge sul Devil's Water che si trova leggermente a sud di Hexham. Gli York hanno attraversato la riva sud del Tyne nella notte tra il 12 e 13 maggio ed erano, la mattina del 14, in grado di attaccare Hexham. Presumibilmente l'avanzata York era veloce, poiché nonostante gli avvertimenti dei loro stessi esploratori, i Lancaster avevano poco tempo per prepararsi alla battaglia.
Si pensa che Somerset abbia portato le sue forze in un sito vicino a Linnels Bridge e abbia schierato le sue truppe in tre distaccamenti in un prato vicino a Devil's Water, lì sperava di poter ingaggiare l'esercito yorkista prima che lo superasse a Hexham. Non appena i Lancaster ebbero preso posizione, gli yorkisti caricarono dalle loro posizioni su un terreno più elevato. Dopo aver visto l'avanzata yorkista, il distaccamento destro dell'esercito dei Lancaster comandato da Lord Ros si voltò e fuggì attraverso Devil's Water e dentro Hexham prima che fosse stato colpito. I resti delle forze di Somerset erano in una situazione disperata, confinati e incapaci di manovrare; le truppe yorkiste caricarono attraverso l'unica apertura all'estremità orientale di Linnel's Meadow dove ingaggiarono battaglia con gli sconcertati soldati Lancaster. 
Il morale dei Lancaster crollò e, dopo una simbolica resistenza, i resti dell'esercito di Somerset furono spinti nella Devil's Water dalla fanteria yorkista. Seguì una disfatta caotica, gli uomini o annegarono nel fiume o furono schiacciati mentre cercavano di scalare le ripide sponde del Devil's Water nella ritirata verso Hexham. La maggior parte tuttavia rimase intrappolata a West Dipton Wood, sulla riva nord del fiume e fu costretta ad arrendersi quando gli York si avvicinarono.

## Conseguenze
Neville mostrò poco dello spirito conciliante di Edoardo e la sera successiva alla battaglia fece giustiziare trenta importanti Lancaster a Hexham. tra cui Henry Beaufort, III duca di Somerset e Lord Ros. Sir William Tailboys fu catturato e giustiziato poco dopo aver tentato di fuggire a nord con £2000 del forziere di guerra di Henry. Dopo la perdita della sua leadership e dei suoi rifornimenti, la resistenza dei Lancaster nel nord dell'Inghilterra crollò.
Dopo la sua sconfitta nella battaglia di Hexham il 15 maggio 1464, Enrico VI trovò rifugio, protetto dai sostenitori dei Lancaster nelle case del nord dell'Inghilterra. Dopo i soggiorni al castello di Muncaster sulla costa della Cumbria e nella vicina Bolton Hall, si nascose a Waddington Hall in Waddington nel Lancashire, la casa di Sir Richard Tempest. Qui fu tradito da un "monaco nero di Addington" e il 13 luglio 1465, un gruppo di uomini degli York incluso il fratello di Sir Richard, John entrò in casa per arrestarlo. Enrico VI fuggì nei boschi vicini ma fu presto catturato. Ciò significava che la ribellione era effettivamente finita. Seguì un relativo periodo di pace fino alla defezione del conte di Warwick per la causa dei Lancaster nel 1469 e le guerre ricominciarono.